# Ji So-yun
Ji So-yun (지소연?, 池笑然?; Seul, 21 febbraio 1991) è una calciatrice sudcoreana, centrocampista del Seattle Reign e della nazionale sudcoreana.
Il 30 novembre 2006, durante l'incontro disputato contro la nazionale di Taipei nell'ambito dei Giochi Asiatici 2006, segna una doppietta divenendo la più giovane calciatrice (15 anni e 282 giorni) ad aver segnato durante un incontro della nazionale femminile sudcoreana, inoltre è la prima giocatrice della nazionale femminile coreana a segnare una tripletta nella finale di competizioni FIFA.

## Carriera

### Club
Dopo aver giocato nell'INAC Kobe Leonessa per due anni, nel 2014 si trasferisce in Europa per giocare nel Chelsea.

### Nazionale
Convocata nella nazionale sudcoreana dal Commissario tecnico An Ik-soo, disputa le qualificazioni alla fase finale della Coppa d'Asia di Vietnam 2008, fallendo l'accesso alla fase finale, raggiunto invece due anni più tardi, sotto la guida tecnica del nuovo CT Lee Sang-yeob, disputando con la maglia della sua nazionale la Coppa d'Asia di Cina 2010 ma venendo eliminata già alla fase a gironi.
Il subentrato CT Yoon Deok-yeo la convoca per disputare la Coppa d'Asia di Vietnam 2014 dove, grazie anche alle sue 2 reti su 4 incontri disputati, riesce a ottenere il quarto posto e il conseguente accesso al Mondiale di Canada 2015. Inserita da Yoon nella lista delle 23 calciatrici convocate comunicata nel maggio 2015, Ji viene impiegata in tre delle quattro partite giocate dalla sua nazionale, segnando su calcio di rigore la rete del parziale 1-1 con la Costa Rica, incontro poi concluso con due gol per parte, e che giunta agli ottavi di finale viene sconfitta per 3-0 dalla Francia ed eliminata dal torneo.
In rosa con la squadra che partecipa all'edizione 2017 della Cyprus Cup, condivide con le compagne il miglior risultato nel torneo dopo il terzo posto dell'edizione 2014, raggiungendo la finalissima poi persa 1-0 con le avversarie della Svizzera.
In seguito disputa la Coppa d'Asia di Giordania 2018 ottenendo l'accesso al Mondiale di Francia 2019 come quinta classificata nel torneo.
Inserita da Yoon nella lista delle 23 calciatrici convocate comunicata il 17 maggio 2019, gioca tutti i tre incontri della fase a gironi senza riuscire a marcare alcuna rete, dove la sua nazionale, inserita nel gruppo A, subisce tre sconfitte da Francia, 4-0 nell'incontro inaugurale del torneo, Nigeria (2-0) e Norvegia (2-1), concludendo all'ultimo posto e venendo di conseguenza eliminata dal torneo.

## Statistiche

### Cronologia presenze e reti in nazionale
| Cronologia completa delle presenze e delle reti in nazionale ― Corea del Sud | Cronologia completa delle presenze e delle reti in nazionale ― Corea del Sud | Cronologia completa delle presenze e delle reti in nazionale ― Corea del Sud | Cronologia completa delle presenze e delle reti in nazionale ― Corea del Sud | Cronologia completa delle presenze e delle reti in nazionale ― Corea del Sud | Cronologia completa delle presenze e delle reti in nazionale ― Corea del Sud | Cronologia completa delle presenze e delle reti in nazionale ― Corea del Sud | Cronologia completa delle presenze e delle reti in nazionale ― Corea del Sud |
| Data                                                                         | Città                                                                        | In casa                                                                      | Risultato                                                                    | Ospiti                                                                       | Competizione                                                                 | Reti                                                                         | Note                                                                         |
| ---------------------------------------------------------------------------- | ---------------------------------------------------------------------------- | ---------------------------------------------------------------------------- | ---------------------------------------------------------------------------- | ---------------------------------------------------------------------------- | ---------------------------------------------------------------------------- | ---------------------------------------------------------------------------- | ---------------------------------------------------------------------------- |
| 28-10-2006                                                                   | Cheongju                                                                     | Corea del Sud                                                                | 0 – 1                                                                        | Malaysia                                                                     | Amichevole                                                                   | -                                                                            | 73’                                                                          |
| 30-10-2006                                                                   | Seogwipo                                                                     | Canada                                                                       | 3 – 1                                                                        | Corea del Sud                                                                | Amichevole                                                                   | -                                                                            | 46’                                                                          |
| 2-11-2006                                                                    | Pusan                                                                        | Corea del Sud                                                                | 1 – 2                                                                        | Italia                                                                       | Amichevole                                                                   | -                                                                            | 85’                                                                          |
| 30-11-2006                                                                   | Doha                                                                         | Corea del Sud                                                                | 2 – 0                                                                        | Taiwan                                                                       | Amichevole                                                                   | 2                                                                            |                                                                              |
| 4-12-2006                                                                    | Al-Rayyan                                                                    | Vietnam                                                                      | 1 – 3                                                                        | Corea del Sud                                                                | Amichevole                                                                   | -                                                                            | 67’                                                                          |
| 7-12-2006                                                                    | Al-Rayyan                                                                    | Corea del Nord                                                               | 4 – 1                                                                        | Corea del Sud                                                                | Amichevole                                                                   | -                                                                            | 78’                                                                          |
| 10-12-2006                                                                   | Yokohama                                                                     | Giappone                                                                     | 3 – 1                                                                        | Corea del Sud                                                                | Amichevole                                                                   | -                                                                            |                                                                              |
| 16-2-2007                                                                    | Goyang                                                                       | Corea del Sud                                                                | 5 – 0                                                                        | India                                                                        | Amichevole                                                                   | 1                                                                            | 90+2’                                                                        |
| 8-4-2007                                                                     | Daejeon                                                                      | Corea del Sud                                                                | 0 – 1                                                                        | Thailandia                                                                   | Qual. Olimpiadi 2008                                                         | -                                                                            |                                                                              |
| 15-4-2007                                                                    | Hanoi                                                                        | Vietnam                                                                      | 1 – 2                                                                        | Corea del Sud                                                                | Qual. Olimpiadi 2008                                                         | 2                                                                            | 79’                                                                          |
| 20-4-2007                                                                    | Seul                                                                         | Corea del Sud                                                                | 2 – 1                                                                        | Vietnam                                                                      | Qual. Olimpiadi 2008                                                         | 1                                                                            |                                                                              |
| 3-6-2007                                                                     | Tokyo                                                                        | Giappone                                                                     | 6 – 1                                                                        | Corea del Sud                                                                | Qual. Olimpiadi 2008                                                         | -                                                                            |                                                                              |
| 11-6-2007                                                                    | Jeonju                                                                       | Corea del Sud                                                                | 2 – 2                                                                        | Giappone                                                                     | Qual. Olimpiadi 2008                                                         | -                                                                            |                                                                              |
| 4-8-2007                                                                     | Bangkok                                                                      | Thailandia                                                                   | 1 – 1                                                                        | Corea del Sud                                                                | Qual. Olimpiadi 2008                                                         | -                                                                            |                                                                              |
| 12-8-2007                                                                    | Cheonan                                                                      | Corea del Sud                                                                | 2 – 1                                                                        | Vietnam                                                                      | Qual. Olimpiadi 2008                                                         | 1                                                                            |                                                                              |
| 6-10-2008                                                                    | Suwon                                                                        | Corea del Sud                                                                | 1 – 3                                                                        | Brasile                                                                      | Amichevole                                                                   | 1                                                                            | 49’                                                                          |
| 11-10-2008                                                                   | Anyang                                                                       | Corea del Sud                                                                | 1 – 0                                                                        | Svezia                                                                       | Amichevole                                                                   | -                                                                            | 86’                                                                          |
| 15-11-2008                                                                   | Incheon                                                                      | Corea del Sud                                                                | 2 – 2                                                                        | Svizzera                                                                     | Amichevole                                                                   | 1                                                                            | 51’                                                                          |
| 24-3-2009                                                                    | Kuala Lumpur                                                                 | Malaysia                                                                     | 0 – 9                                                                        | Corea del Sud                                                                | Qual. Mondiali 2011                                                          | 1                                                                            |                                                                              |
| 29-3-2009                                                                    | Gwangju                                                                      | Corea del Sud                                                                | 13 – 0                                                                       | Guam                                                                         | Qual. Mondiali 2011                                                          | 2                                                                            | 62’                                                                          |
| 7-6-2009                                                                     | Bucheon                                                                      | Corea del Sud                                                                | 7 – 0                                                                        | Hong Kong                                                                    | Qual. Mondiali 2011                                                          | -                                                                            |                                                                              |
| 5-9-2009                                                                     | Taipei                                                                       | Taiwan                                                                       | 0 – 6                                                                        | Corea del Sud                                                                | Qual. Mondiali 2011                                                          | 1                                                                            |                                                                              |
| 6-10-2009                                                                    | Seogwipo                                                                     | Corea del Sud                                                                | 4 – 0                                                                        | Russia                                                                       | Qual. Mondiali 2011                                                          | -                                                                            |                                                                              |
| 19-5-2010                                                                    | Kunming                                                                      | Australia                                                                    | 0 – 0                                                                        | Corea del Sud                                                                | Amichevole                                                                   | -                                                                            |                                                                              |
| 15-6-2010                                                                    | Dalian                                                                       | Brasile                                                                      | 3 – 1                                                                        | Corea del Sud                                                                | Amichevole                                                                   | -                                                                            |                                                                              |
| 11-10-2010                                                                   | Hangzhou                                                                     | Cina                                                                         | 2 – 1                                                                        | Corea del Sud                                                                | Amichevole                                                                   | 1                                                                            |                                                                              |
| 13-10-2010                                                                   | Yokohama                                                                     | Giappone                                                                     | 2 – 1                                                                        | Corea del Sud                                                                | Amichevole                                                                   | -                                                                            |                                                                              |
| 14-11-2010                                                                   | Chongqing                                                                    | Corea del Sud                                                                | 6 – 1                                                                        | Vietnam                                                                      | Giochi asiatici 2010 - 1º turno                                              | 1                                                                            |                                                                              |
| 16-11-2010                                                                   | Tientsin                                                                     | Giordania                                                                    | 0 – 5                                                                        | Corea del Sud                                                                | Giochi asiatici 2010 - 1º turno                                              | 3                                                                            |                                                                              |
| 18-11-2010                                                                   | Shanghai                                                                     | Cina                                                                         | 0 – 0                                                                        | Corea del Sud                                                                | Giochi asiatici 2010 - 1º turno                                              | -                                                                            |                                                                              |
| 20-11-2010                                                                   | Pechino                                                                      | Corea del Sud                                                                | 1 – 3                                                                        | Corea del Nord                                                               | Giochi asiatici 2010 - Semifinale                                            | -                                                                            |                                                                              |
| 23-11-2010                                                                   | Nanning                                                                      | Corea del Sud                                                                | 2 – 0                                                                        | Cina                                                                         | Giochi asiatici 2010 - Finale 3º posto                                       | 1                                                                            |                                                                              |
| 2-3-2011                                                                     | Larnaca                                                                      | Corea del Sud                                                                | 3 – 1                                                                        | Irlanda del Nord                                                             | Cyprus Cup 2011 - 1º turno                                                   | -                                                                            |                                                                              |
| 5-3-2011                                                                     | Larnaca                                                                      | Corea del Sud                                                                | 1 – 1                                                                        | Messico                                                                      | Cyprus Cup 2011 - 1º turno                                                   | -                                                                            |                                                                              |
| 7-3-2011                                                                     | Paralimni                                                                    | Russia                                                                       | 1 – 2                                                                        | Corea del Sud                                                                | Cyprus Cup 2011 - 1º turno                                                   | -                                                                            |                                                                              |
| 18-6-2011                                                                    | Tokyo                                                                        | Giappone                                                                     | 1 – 1                                                                        | Corea del Sud                                                                | Amichevole                                                                   | 1                                                                            |                                                                              |
| 23-6-2011                                                                    | Fukuoka                                                                      | Australia                                                                    | 2 – 0                                                                        | Corea del Sud                                                                | Amichevole                                                                   | -                                                                            |                                                                              |
| 27-6-2011                                                                    | Sendai                                                                       | Nigeria                                                                      | 0 – 4                                                                        | Corea del Sud                                                                | Amichevole                                                                   | -                                                                            |                                                                              |
| 1-9-2011                                                                     | Jinan                                                                        | Cina                                                                         | 0 – 0                                                                        | Corea del Sud                                                                | Qual. Olimpiadi 2012                                                         | -                                                                            |                                                                              |
| 5-9-2011                                                                     | Taegu                                                                        | Corea del Sud                                                                | 1 – 2                                                                        | Giappone                                                                     | Qual. Olimpiadi 2012                                                         | 1                                                                            |                                                                              |
| 8-9-2011                                                                     | Pyongyang                                                                    | Corea del Nord                                                               | 1 – 1                                                                        | Corea del Sud                                                                | Qual. Olimpiadi 2012                                                         | -                                                                            |                                                                              |
| 14-2-2013                                                                    | Edmonton                                                                     | Canada                                                                       | 1 – 3                                                                        | Corea del Sud                                                                | Amichevole                                                                   | 1                                                                            |                                                                              |
| 6-3-2013                                                                     | Larnaca                                                                      | Corea del Sud                                                                | 2 – 0                                                                        | Sudafrica                                                                    | Cyprus Cup 2013 - 1º turno                                                   | 1                                                                            |                                                                              |
| 8-3-2013                                                                     | Larnaca                                                                      | Corea del Sud                                                                | 3 – 0                                                                        | Irlanda del Nord                                                             | Cyprus Cup 2013 - 1º turno                                                   | 1                                                                            |                                                                              |
| 11-3-2013                                                                    | Nicosia                                                                      | Corea del Sud                                                                | 0 – 0                                                                        | Irlanda                                                                      | Cyprus Cup 2013 - 1º turno                                                   | -                                                                            |                                                                              |
| 14-3-2013                                                                    | Nicosia                                                                      | Corea del Sud                                                                | 0 – 1                                                                        | Italia                                                                       | Cyprus Cup 2013 - Finale 9º posto                                            | -                                                                            |                                                                              |
| 21-7-2013                                                                    | Seul                                                                         | Corea del Sud                                                                | 1 – 2                                                                        | Corea del Nord                                                               | Amichevole                                                                   | -                                                                            |                                                                              |
| 24-7-2013                                                                    | Pusan                                                                        | Corea del Sud                                                                | 1 – 2                                                                        | Cina                                                                         | Amichevole                                                                   | -                                                                            |                                                                              |
| 28-7-2013                                                                    | Gwangju                                                                      | Corea del Sud                                                                | 2 – 1                                                                        | Giappone                                                                     | Amichevole                                                                   | 2                                                                            |                                                                              |
| 5-3-2014                                                                     | Paralimni                                                                    | Svizzera                                                                     | 1 – 1                                                                        | Corea del Sud                                                                | Cyprus Cup 2014 - 1º turno                                                   | 1                                                                            |                                                                              |
| 7-3-2014                                                                     | Paralimni                                                                    | Irlanda                                                                      | 1 – 1                                                                        | Corea del Sud                                                                | Cyprus Cup 2014 - 1º turno                                                   | 1                                                                            |                                                                              |
| 10-3-2014                                                                    | Nicosia                                                                      | Nuova Zelanda                                                                | 0 – 4                                                                        | Corea del Sud                                                                | Cyprus Cup 2014 - 1º turno                                                   | -                                                                            |                                                                              |
| 12-3-2014                                                                    | Larnaca                                                                      | Scozia                                                                       | 1 – 1 (3 - 1 dtr)                                                            | Corea del Sud                                                                | Cyprus Cup 2014 - Finale 3º posto                                            | -                                                                            |                                                                              |
| 15-5-2014                                                                    | Cheongju                                                                     | Corea del Sud                                                                | 12 – 0                                                                       | Birmania                                                                     | Qual. Mondiali 2015                                                          | 1                                                                            | 76’                                                                          |
| 18-5-2014                                                                    | Bangkok                                                                      | Thailandia                                                                   | 0 – 4                                                                        | Corea del Sud                                                                | Qual. Mondiali 2015                                                          | 1                                                                            |                                                                              |
| 22-5-2014                                                                    | Taegu                                                                        | Corea del Sud                                                                | 0 – 0                                                                        | Cina                                                                         | Qual. Mondiali 2015                                                          | -                                                                            | 80’                                                                          |
| 26-5-2014                                                                    | Suwon                                                                        | Corea del Sud                                                                | 1 – 2                                                                        | Australia                                                                    | Qual. Mondiali 2015                                                          | 1                                                                            | 51’                                                                          |
| 30-5-2014                                                                    | Tientsin                                                                     | Cina                                                                         | 2 – 1                                                                        | Corea del Sud                                                                | Qual. Mondiali 2015                                                          | -                                                                            | 90+2’                                                                        |
| 13-1-2015                                                                    | Gwangju                                                                      | Corea del Sud                                                                | 2 – 3                                                                        | Francia                                                                      | Amichevole                                                                   | 1                                                                            |                                                                              |
| 18-1-2015                                                                    | Pusan                                                                        | Corea del Sud                                                                | 2 – 1                                                                        | Spagna                                                                       | Amichevole                                                                   | 1                                                                            |                                                                              |
| 4-3-2015                                                                     | Nicosia                                                                      | Corea del Sud                                                                | 1 – 2                                                                        | Italia                                                                       | Cyprus Cup 2015 - 1º turno                                                   | 1                                                                            |                                                                              |
| 6-3-2015                                                                     | Larnaca                                                                      | Canada                                                                       | 1 – 0                                                                        | Corea del Sud                                                                | Cyprus Cup 2015 - 1º turno                                                   | -                                                                            |                                                                              |
| 9-3-2015                                                                     | Larnaca                                                                      | Scozia                                                                       | 2 – 1                                                                        | Corea del Sud                                                                | Cyprus Cup 2015 - 1º turno                                                   | -                                                                            |                                                                              |
| 11-3-2015                                                                    | Paralimni                                                                    | Corea del Sud                                                                | 1 – 1                                                                        | Belgio                                                                       | Cyprus Cup 2015 - Finale 11º posto                                           | -                                                                            |                                                                              |
| 23-3-2015                                                                    | Seogwipo                                                                     | Corea del Sud                                                                | 1 – 1                                                                        | Norvegia                                                                     | Amichevole                                                                   | -                                                                            |                                                                              |
| 27-3-2015                                                                    | Incheon                                                                      | Corea del Sud                                                                | 1 – 2                                                                        | Nigeria                                                                      | Amichevole                                                                   | -                                                                            |                                                                              |
| 18-4-2015                                                                    | Taegu                                                                        | Corea del Sud                                                                | 1 – 0                                                                        | Malaysia                                                                     | Amichevole                                                                   | -                                                                            |                                                                              |
| 20-5-2015                                                                    | Anyang                                                                       | Corea del Sud                                                                | 2 – 2                                                                        | Svizzera                                                                     | Amichevole                                                                   | -                                                                            |                                                                              |
| 9-6-2015                                                                     | Calgary                                                                      | Brasile                                                                      | 2 – 0                                                                        | Corea del Sud                                                                | Mondiali 2015 - 1º turno                                                     | -                                                                            |                                                                              |
| 13-6-2015                                                                    | Montréal                                                                     | Corea del Sud                                                                | 2 – 2                                                                        | Costa Rica                                                                   | Mondiali 2015 - 1º turno                                                     | 1                                                                            |                                                                              |
| 17-6-2015                                                                    | Ottawa                                                                       | Corea del Sud                                                                | 2 – 1                                                                        | Spagna                                                                       | Mondiali 2015 - 1º turno                                                     | -                                                                            |                                                                              |
| 1-3-2017                                                                     | Larnaca                                                                      | Corea del Sud                                                                | 0 – 0                                                                        | Austria                                                                      | Cyprus Cup 2017 - 1º turno                                                   | -                                                                            |                                                                              |
| 3-3-2017                                                                     | Nicosia                                                                      | Corea del Sud                                                                | 2 – 0                                                                        | Scozia                                                                       | Cyprus Cup 2017 - 1º turno                                                   | -                                                                            |                                                                              |
| 6-3-2017                                                                     | Larnaca                                                                      | Nuova Zelanda                                                                | 0 – 2                                                                        | Corea del Sud                                                                | Cyprus Cup 2017 - 1º turno                                                   | 1                                                                            |                                                                              |
| 8-3-2017                                                                     | Larnaca                                                                      | Svizzera                                                                     | 1 – 0                                                                        | Corea del Sud                                                                | Cyprus Cup 2017 - Finale                                                     | -                                                                            |                                                                              |
| 28-3-2017                                                                    | Hyderabad                                                                    | India                                                                        | 0 – 10                                                                       | Corea del Sud                                                                | Qual. Mondiali 2019                                                          | 2                                                                            | 46’                                                                          |
| 5-4-2017                                                                     | Gwangju                                                                      | Corea del Sud                                                                | 1 – 1                                                                        | Corea del Nord                                                               | Qual. Mondiali 2019                                                          | -                                                                            | 90+1’                                                                        |
| 8-4-2017                                                                     | Hong Kong                                                                    | Hong Kong                                                                    | 0 – 6                                                                        | Corea del Sud                                                                | Qual. Mondiali 2019                                                          | 1                                                                            |                                                                              |
| 11-4-2017                                                                    | Ulsan                                                                        | Corea del Sud                                                                | 4 – 0                                                                        | Uzbekistan                                                                   | Qual. Mondiali 2019                                                          | 2                                                                            |                                                                              |
| 28-2-2018                                                                    | Faro                                                                         | Corea del Sud                                                                | 3 – 1                                                                        | Russia                                                                       | Algarve Cup 2018 - 1º turno                                                  | 1                                                                            |                                                                              |
| 2-3-2018                                                                     | Parchal                                                                      | Svezia                                                                       | 1 – 1                                                                        | Corea del Sud                                                                | Algarve Cup 2018 - 1º turno                                                  | -                                                                            |                                                                              |
| 5-3-2018                                                                     | Lagos                                                                        | Corea del Sud                                                                | 0 – 3                                                                        | Canada                                                                       | Algarve Cup 2018 - 1º turno                                                  | -                                                                            |                                                                              |
| 7-4-2018                                                                     | Amman                                                                        | Australia                                                                    | 0 – 0                                                                        | Corea del Sud                                                                | Coppa d'Asia 2018 - 1º turno                                                 | -                                                                            |                                                                              |
| 10-4-2018                                                                    | Amman                                                                        | Corea del Sud                                                                | 1 – 0                                                                        | Giappone                                                                     | Coppa d'Asia 2018 - 1º turno                                                 | -                                                                            |                                                                              |
| 13-4-2018                                                                    | Amman                                                                        | Corea del Sud                                                                | 4 – 0                                                                        | Vietnam                                                                      | Coppa d'Asia 2018 - 1º turno                                                 | -                                                                            | 83’                                                                          |
| 17-4-2018                                                                    | Manila                                                                       | Filippine                                                                    | 0 – 5                                                                        | Corea del Sud                                                                | Qual. Mondiali 2019                                                          | -                                                                            | 77’                                                                          |
| 16-8-2018                                                                    | Cilegon                                                                      | Corea del Sud                                                                | 2 – 1                                                                        | Taiwan                                                                       | Giochi asiatici 2018 - 1º turno                                              | -                                                                            |                                                                              |
| 19-8-2018                                                                    | Padang                                                                       | Maldive                                                                      | 0 – 8                                                                        | Corea del Sud                                                                | Giochi asiatici 2018 - 1º turno                                              | 1                                                                            | 62’                                                                          |
| 21-8-2018                                                                    | Surabaya                                                                     | Indonesia                                                                    | 0 – 12                                                                       | Corea del Sud                                                                | Giochi asiatici 2018 - 1º turno                                              | 2                                                                            | 47’                                                                          |
| 24-8-2018                                                                    | Bandung                                                                      | Corea del Sud                                                                | 5 – 0                                                                        | Hong Kong                                                                    | Giochi asiatici 2018 - Quarti di finale                                      | 1                                                                            | 84’                                                                          |
| 28-8-2018                                                                    | Denpasar                                                                     | Corea del Sud                                                                | 1 – 2                                                                        | Giappone                                                                     | Giochi asiatici 2018 - Semifinale                                            | -                                                                            |                                                                              |
| 31-8-2018                                                                    | Giacarta                                                                     | Corea del Sud                                                                | 4 – 0                                                                        | Taiwan                                                                       | Giochi asiatici 2018 - Finale 3º posto                                       | 1                                                                            | 80’                                                                          |
| 28-2-2019                                                                    | Sydney                                                                       | Argentina                                                                    | 0 – 5                                                                        | Corea del Sud                                                                | Cup of Nations 2019                                                          | 2                                                                            | 73’                                                                          |
| 3-3-2019                                                                     | Canberra                                                                     | Australia                                                                    | 4 – 1                                                                        | Corea del Sud                                                                | Cup of Nations 2019                                                          | 1                                                                            |                                                                              |
| 6-3-2019                                                                     | Melbourne                                                                    | Corea del Sud                                                                | 2 – 0                                                                        | Nuova Zelanda                                                                | Cup of Nations 2019                                                          | 1                                                                            | 60’                                                                          |
| 6-4-2019                                                                     | Pusan                                                                        | Corea del Sud                                                                | 2 – 3                                                                        | Norvegia                                                                     | Amichevole                                                                   | -                                                                            |                                                                              |
| 9-4-2019                                                                     | Tallaght                                                                     | Irlanda                                                                      | 1 – 1                                                                        | Corea del Sud                                                                | Amichevole                                                                   | 1                                                                            |                                                                              |
| 31-5-2019                                                                    | Malmö                                                                        | Svezia                                                                       | 1 – 0                                                                        | Corea del Sud                                                                | Amichevole                                                                   | -                                                                            | 85’                                                                          |
| 7-6-2019                                                                     | Parigi                                                                       | Francia                                                                      | 4 – 0                                                                        | Corea del Sud                                                                | Mondiali 2019 - 1º turno                                                     | -                                                                            |                                                                              |
| 12-6-2019                                                                    | Grenoble                                                                     | Nigeria                                                                      | 2 – 0                                                                        | Corea del Sud                                                                | Mondiali 2019 - 1º turno                                                     | -                                                                            | 49’                                                                          |
| 17-6-2019                                                                    | Reims                                                                        | Corea del Sud                                                                | 1 – 2                                                                        | Norvegia                                                                     | Mondiali 2019 - 1º turno                                                     | -                                                                            |                                                                              |
| 31-8-2019                                                                    | Incheon                                                                      | Corea del Sud                                                                | 4 – 0                                                                        | Taiwan                                                                       | Amichevole                                                                   | 1                                                                            | 81’                                                                          |
| 4-10-2019                                                                    | San Paolo                                                                    | Brasile                                                                      | 2 – 0                                                                        | Corea del Sud                                                                | Amichevole                                                                   | -                                                                            | 57’ 90+2’                                                                    |
| 6-10-2019                                                                    | Belo Horizonte                                                               | Stati Uniti                                                                  | 1 – 1                                                                        | Corea del Sud                                                                | Amichevole                                                                   | 1                                                                            | 66’                                                                          |
| 3-2-2020                                                                     | Naypyidaw                                                                    | Birmania                                                                     | 0 – 7                                                                        | Corea del Sud                                                                | Qual. Mondiali 2023                                                          | 2                                                                            |                                                                              |
| 9-2-2020                                                                     | Daejeon                                                                      | Corea del Sud                                                                | 3 – 0                                                                        | Vietnam                                                                      | Qual. Mondiali 2023                                                          | 1                                                                            |                                                                              |
| 8-4-2021                                                                     | Gwangju                                                                      | Corea del Sud                                                                | 1 – 2                                                                        | Cina                                                                         | Qual. Mondiali 2023                                                          | -                                                                            |                                                                              |
| 13-4-2021                                                                    | Shenzhen                                                                     | Cina                                                                         | 2 – 2                                                                        | Corea del Sud                                                                | Qual. Mondiali 2023                                                          | -                                                                            |                                                                              |
| 17-9-2021                                                                    | Ulan Bator                                                                   | Mongolia                                                                     | 0 – 12                                                                       | Corea del Sud                                                                | Qual. Mondiali 2023                                                          | 1                                                                            |                                                                              |
| 23-9-2021                                                                    | Tashkent                                                                     | Uzbekistan                                                                   | 0 – 4                                                                        | Corea del Sud                                                                | Qual. Mondiali 2023                                                          | -                                                                            | 51’                                                                          |
| 22-10-2021                                                                   | Kansas City                                                                  | Stati Uniti                                                                  | 0 – 0                                                                        | Corea del Sud                                                                | Amichevole                                                                   | -                                                                            |                                                                              |
| 27-10-2021                                                                   | Foxborough                                                                   | Stati Uniti                                                                  | 6 – 0                                                                        | Corea del Sud                                                                | Amichevole                                                                   | -                                                                            |                                                                              |
| 21-1-2022                                                                    | Pune                                                                         | Corea del Sud                                                                | 3 – 0                                                                        | Vietnam                                                                      | Coppa d'Asia 2022 - 1º turno                                                 | 2                                                                            |                                                                              |
| 24-1-2022                                                                    | Pune                                                                         | Birmania                                                                     | 0 – 2                                                                        | Corea del Sud                                                                | Coppa d'Asia 2022 - 1º turno                                                 | 1                                                                            | 34’                                                                          |
| 27-1-2022                                                                    | Pune                                                                         | Giappone                                                                     | 1 – 1                                                                        | Corea del Sud                                                                | Coppa d'Asia 2022 - 1º turno                                                 | -                                                                            |                                                                              |
| 30-1-2022                                                                    | Pune                                                                         | Australia                                                                    | 0 – 1                                                                        | Corea del Sud                                                                | Coppa d'Asia 2022 - Quarti di finale                                         | 1                                                                            | 90’                                                                          |
| 3-2-2022                                                                     | Pune                                                                         | Corea del Sud                                                                | 2 – 0                                                                        | Filippine                                                                    | Coppa d'Asia 2022 - Semifinale                                               | -                                                                            | 46’ 58’                                                                      |
| 6-2-2022                                                                     | Navi Mumbai                                                                  | Cina                                                                         | 3 – 2                                                                        | Corea del Sud                                                                | Coppa d'Asia 2022 - Finale                                                   | 1                                                                            |                                                                              |
| 26-6-2022                                                                    | Toronto                                                                      | Canada                                                                       | 0 – 0                                                                        | Corea del Sud                                                                | Amichevole                                                                   | -                                                                            |                                                                              |
| 19-2-2023                                                                    | Coventry                                                                     | Belgio                                                                       | 2 – 1                                                                        | Corea del Sud                                                                | Arnold Clark Cup 2023                                                        | -                                                                            |                                                                              |
| 22-2-2023                                                                    | Bristol                                                                      | Corea del Sud                                                                | 1 – 2                                                                        | Italia                                                                       | Arnold Clark Cup 2023                                                        | 1                                                                            | 77’                                                                          |
| 8-7-2023                                                                     | Seul                                                                         | Corea del Sud                                                                | 2 – 1                                                                        | Haiti                                                                        | Amichevole                                                                   | 1                                                                            |                                                                              |
| 25-7-2023                                                                    | Sydney                                                                       | Colombia                                                                     | 2 – 0                                                                        | Corea del Sud                                                                | Mondiali 2023 - 1º turno                                                     | -                                                                            |                                                                              |
| 30-7-2023                                                                    | Adelaide                                                                     | Corea del Sud                                                                | 0 – 1                                                                        | Marocco                                                                      | Mondiali 2023 - 1º turno                                                     | -                                                                            |                                                                              |
| 3-8-2023                                                                     | Sydney                                                                       | Corea del Sud                                                                | 1 – 1                                                                        | Germania                                                                     | Mondiali 2023 - 1º turno                                                     | -                                                                            |                                                                              |
| 22-9-2023                                                                    | Pusan                                                                        | Corea del Sud                                                                | 3 – 0                                                                        | Birmania                                                                     | Amichevole                                                                   | 1                                                                            |                                                                              |
| 25-9-2023                                                                    | Taegu                                                                        | Corea del Sud                                                                | 5 – 1                                                                        | Filippine                                                                    | Amichevole                                                                   | 1                                                                            | 65’                                                                          |
| 30-9-2023                                                                    | Gwangju                                                                      | Corea del Sud                                                                | 1 – 4                                                                        | Corea del Nord                                                               | Qual. Olimpiadi 2024                                                         | 1                                                                            | 90+1’                                                                        |
| 25-10-2023                                                                   | Ulsan                                                                        | Corea del Sud                                                                | 10 – 1                                                                       | Thailandia                                                                   | Qual. Olimpiadi 2024                                                         | 2                                                                            |                                                                              |
| 28-10-2023                                                                   | Pyongyang                                                                    | Corea del Nord                                                               | 0 – 0                                                                        | Corea del Sud                                                                | Qual. Olimpiadi 2024                                                         | -                                                                            | 90+3’                                                                        |
| 31-10-2023                                                                   | Xiamen                                                                       | Cina                                                                         | 1 – 1                                                                        | Corea del Sud                                                                | Amichevole                                                                   | -                                                                            |                                                                              |
| 24-2-2024                                                                    | Olomouc                                                                      | Rep. Ceca                                                                    | 1 – 2                                                                        | Corea del Sud                                                                | Amichevole                                                                   | 1                                                                            | 74’                                                                          |
| 27-2-2024                                                                    | Lisbona                                                                      | Portogallo                                                                   | 5 – 1                                                                        | Corea del Sud                                                                | Amichevole                                                                   | -                                                                            |                                                                              |
| 5-4-2024                                                                     | Seogwipo                                                                     | Corea del Sud                                                                | 3 – 0                                                                        | Filippine                                                                    | Amichevole                                                                   | 1                                                                            |                                                                              |
| 8-4-2024                                                                     | Incheon                                                                      | Corea del Sud                                                                | 2 – 1                                                                        | Filippine                                                                    | Amichevole                                                                   | -                                                                            |                                                                              |
| 1-6-2024                                                                     | Columbus                                                                     | Stati Uniti                                                                  | 4 – 0                                                                        | Corea del Sud                                                                | Amichevole                                                                   | -                                                                            |                                                                              |
| 5-6-2024                                                                     | Saint Paul                                                                   | Stati Uniti                                                                  | 3 – 0                                                                        | Corea del Sud                                                                | Amichevole                                                                   | -                                                                            |                                                                              |
| 29-11-2024                                                                   | Cartagena                                                                    | Spagna                                                                       | 5 – 0                                                                        | Corea del Sud                                                                | Amichevole                                                                   | -                                                                            |                                                                              |
| 20-2-2025                                                                    | Riyadh                                                                       | Corea del Sud                                                                | 3 – 0                                                                        | Uzbekistan                                                                   | Amichevole                                                                   | 1                                                                            | 84’                                                                          |
| 23-2-2025                                                                    | Dubai                                                                        | Corea del Sud                                                                | 4 – 0                                                                        | Thailandia                                                                   | Amichevole                                                                   | 1                                                                            | 73’                                                                          |
| 4-4-2025                                                                     | Auckland                                                                     | Nuova Zelanda                                                                | 1 – 0                                                                        | Corea del Sud                                                                | Amichevole                                                                   | -                                                                            |                                                                              |
| 7-4-2025                                                                     | Newcastle                                                                    | Australia                                                                    | 2 – 0                                                                        | Corea del Sud                                                                | Amichevole                                                                   | -                                                                            | 46’                                                                          |
| 2-6-2025                                                                     | Yongin                                                                       | Corea del Sud                                                                | 1 – 1                                                                        | Colombia                                                                     | Amichevole                                                                   | -                                                                            |                                                                              |
| 9-7-2025                                                                     | Suwon                                                                        | Corea del Sud                                                                | 2 – 2                                                                        | Cina                                                                         | Amichevole                                                                   | 1                                                                            |                                                                              |
| Totale                                                                       |                                                                              | Presenze                                                                     | 142                                                                          |                                                                              | Reti                                                                         | 77                                                                           |                                                                              |

## Palmarès

### Club

#### Competizioni nazionali
- Campionato giapponese: 3

INAC Kobe:  2011, 2012, 2013
- Campionato femminile di Lega giapponese e sudcoreana: 1

INAC Kobe: 2012
- Nadeshiko League Cup: 1

INAC Kobe: 2013
- Campionato inglese: 5

Chelsea: 2015, 2017, 2017-2018, 2019-2020, 2020-2021
- FA Women's Cup: 3

Chelsea: 2014-2015, 2017-2018, 2020-2021

#### Competizioni internazionali
- Campionato internazionale femminile per club: 1

INAC Kobe: 2013

### Individuali
- Calciatrice dell'anno della PFA: 1

2014-2015
- Pallone d'argento al campionato mondiale femminile Under 20 di calcio 2010
- Scarpa d'argento al campionato mondiale femminile Under 20 di calcio 2010